# Cine de animación en España
El pionero en el cine de animación español fue Segundo de Chomón, que realizó entre 1908 y 1916 numerosas películas en el estudio cinematográfico Pathé. Tras él llegaron directores procedentes del mercado de la historieta española como Arturo Moreno, José Escobar, Cruz Delgado o Jordi Amorós. En la actualidad el cine de animación en España,  gracias a las nuevas tecnologías, se ha consolidado como una industria con una gran proyección internacional a raíz de la producción de títulos como "Las aventuras de Tadeo Jones", "Wonder Park" o  "Klaus".

## Historia

### Los orígenes (1906-1942)
El pionero del cine de animación en España fue el turolense Segundo de Chomón que realizó mientras estuvo en Pathé Frères las películas La casa de los duendes, Siluetas animadas, La Sorti de Tante Sally, Le Circuit de L'Alcoool y El castillo encantado las cuales contenían varios fragmentos animados.
La primera película de animación española de la que se tiene constancia es "El apache de Londres" un cortometraje en blanco y negro de 6 minutos producido en 1915 del que no se conserva ninguna copia. Dos años más tarde Fernando Marco produciría el El toro fenómeno. Pero el verdadero impulsor fue Joaquín Xaudaró que realizó entre 1917 y 1921 las películas La fórmula del Doctor Nap, historia de policías y ladrones en donde aparecía el propio director al principio de la misma, Aventuras de Jim Trot, y, en 1930, Un discípulo de caco.
"La bronca" (1917) y "Cambó i l'autonomia" (1918) son las animaciones realizadas en España más antiguas que se conservan a día de hoy.

### La Edad de Oro (1942-1951)
La época de mayor esplendor del cine de animación español llegaría tras el final de la guerra civil española con la creación de los Estudios Animados Chamartín que surgieron debido a la fusión entre Hispano Grafic Films y Dibsono Films. En la Casa Batlló de Barcelona se concentraron dos equipos excepcionales de dibujantes, ante los que figuraban futuros referentes de la historieta nacional como José Escobar, Joaquín Muntañola o José Peñarroya. Esta empresa realizó tres series de cortometrajes que fueron Don Cleque, Garabatos y Civilón.
Sin embargo el momento de mayor esplendor llegó con el primer largometraje español animado de la historia (y primero en color de Europa) Garbancito de la Mancha dirigida por Arturo Moreno que más tarde tendría una secuela dirigida por el propio Moreno. La cinta también fue un proyecto pionero en la realización y venta de productos asociados a la película como colecciones de cromos, juguetes o libros. 
Posteriormente los mismos Estudios Balet y Blay que habían producido estos dos largometrajes decidieron realizar un tercero titulado Los sueños de Tay.-Pi dirigida por Franz Winterstein que se convirtió en un fracaso comercial y se cerró la empresa.
Tras el cierre de Estudios Animados Chamartín, los hermanos Baguñá deciden crear junto a José Benet Morell una nueva empresa encaminada a realizar largometrajes de animación a color. Su primer proyecto fue Érase una vez... basada en el cuento de Charles Perrault Cendrillon ou La petite pantoufle de vair que sin embargo no pudo llevar el mismo título que el de la obra original debido a que Walt Disney los había comprado antes para su versión norteamericana y no les permitió utilizar el mismo título. La película no tuvo el éxito económico esperado y la empresa tuvo que cerrar.
Entre 1945 y 1985 tuvo como principales problemas la pobreza del guion en los largometrajes debido a que en escasos largometrajes había escritores profesionales, también era habitual que fuera una adaptación de alguna obra literaria. Al igual que usaban seres humanos como personajes cuando en aquel momento tenían gran importancia los animales.

### Tiempos Modernos (1951-2000)
A comienzos de los años 1950 comienzan a realizar trabajos los hermanos Moro (José Luis y Santiago) quienes ya eran bastante conocidos por su trabajos en la publicidad en el que comenzaron a realizar las animaciones. También realizaron las series Familia Telerín y Cantinflas en donde ponía voz el actor homónimo. Tras varios cortometrajes realizaron dos largometrajes Katy y Katy, Kiki y Koko.
A comienzos de la década de 1970, la productora Filman comienza a realizar servicios de animación para producciones de Hanna-Barbera como "Los Picapiedra", "El oso Yogui" o "Los supersónicos", una tendencia que continuaría en los años siguientes cuando otros estudios como Lápiz azul o Pegbar Productions comenzasen a trabajar para "Asterix", "Los Pitufos" o "Lucky Luke". La experiencia será clave para que más tarde toda una nueva generación de animadores españoles dé el salto internacional y entre a formar parte de grandes estudios como Amblin Animation o los estudios de animación de Disney en Estados Unidos y París. 
Es incontable el número de artistas españoles que trabajan en productoras de animación de todo el mundo. Prácticamente todas las grandes producciones de animación, desde el trabajo del animador Raúl García en Quién engaño a Roger Rabbit en el año 1988 o en "Aladdín" de 1992, han contado con algún español en el equipo. 
El estreno en la década de 1980 de algunas de las series icónicas de BRB Internacional (en asociación con Televisión Española) como "D'Artacán y los tres mosqueperros" o "La vuelta al mundo de Willy Fog" - realizada esta última en colaboración con el estudio japonés Nippon Animation - anticipan el periodo de esplendor de la animación española actual.
En 1990, Antoni D'Ocon, director y fundador de D'Ocon Films produjo Los Fruittis, la primera serie española de animación digital realizada con la ayuda de D'Oc Animation System, el sistema de animación por ordenador patentado por D'Ocon. Ante el éxito mundial de Fruittis, D'Ocon continuó en los 90 con producciones y coproducciones con series como Delfy y sus amigos, Basket Fever, El niño problema en coproducción con Universal Cartoon Studios, Aprendices de Bruja y Engima en coproducción con el estudio francés Millesime Productions o Fracasse con Ellipsanime Productions.

### Presente (2000-Actualidad)
El largometraje "El bosque animado", producido en el estudio gallego Dygra Films, fue la primera película de animación 3D realizada en Europa con un estreno internacional (año 2001). Anteriormente se había producido en España "Los Megasónicos" de la productora Baleuko, estrenada de forma mucho más modesta en 1997, sólo dos años después de "Toy Story" la primera película de animación 3D de la historia.
La animación 3D se consolida en España como la técnica más utilizada para producciones orientadas al público familiar, especialmente desde el año 2008, momento en el que largometrajes como "El lince perdido", "Planet 51" o "Las aventuras de Tadeo Jones" popularizan la animación española logrando dato de taquilla y de asistencia de público que anteriormente sólo habían sido alcanzados por producciones de animación extranjeras. 
La animación 3D ha convivido desde entonces con el 2D y otras técnicas de animación, dando lugar a una de las épocas más prolíficas en cuanto a la variedad y el número de producciones de animación creadas a lo largo de toda la geografía española.
La superproducción Gru, mi villano favorito fue ideada y desarrollada originalmente en el estudio español The SPA Studios por el director y animador Sergio Pablos, aunque finalmente fuera producida por el estadounidense Chris Meledandri a través de Illumination Entertainment y Universal Pictures, y realizada en el estudio francés de animación Mac Guff. 
Paramount Animation encargó a la española Ilion la producción de la película Wonder Park, estrenada en 2019, hasta el momento la película de animación de mayor presupuesto producida en España, estimado en 100 millones de dólares.

## Reconocimiento
El premio Goya a la Mejor Película de Animación fue entregado por primera vez en 1990. "Los cuatro músicos de Bremen" de Cruz Delgado ganaron el galardón. Desde entonces varias películas de animación han conseguido también premios en otras categorías como el largometraje "Arrugas" ganador del Premio Goya al Mejor Guion Adaptado. El personaje de Tadeo Jones que ha obtenido cuatro premios Goya, dos al Mejor Cortometraje de Animación y dos a la Mejor Película de Animación.
Por otro lado, la animación española ya cuenta con cuatro nominaciones a los Oscar. La primera en el año 2009 por el cortometraje "La Dama y la Muerte" de Javier Recio, posteriormente han estado nominadas a la Mejor Película de Animación en el 2011 "Chico & Rita" de Fernando Trueba, Javier Mariscal y Tono Errando; en el 2020 "Klaus" de Sergio Pablos, que ha recibido el BAFTA al Mejor Largometraje de Animación y 7 Premios Annie, los premios internacionales más prestigiosos de la industria de la animacióny en el 2024 "Robot Dreams"[24] de Pablo Berger.
Cabe destacar también el éxito de la serie de animación Pocoyó, emitida en más de 150 países. Creada por la productora madrileña Zinkia y estrenada en 2005, un año después fue reconocida con el BAFTA a la Mejor Serie de Animación Preescolar y con el Premio a la Mejor Serie de Televisión del Festival de Annecy.
En 2008 los españoles Víctor González, Ignacio Vargas y Ángel Tena fueron premiados con un Oscar técnico por la creación del software de simulación de fluidos RealFlow utilizado en largometrajes como "Los Vengadores" o "Ice Age" entre muchos otros. Por su parte, Marcos Fajardo, en 2016, fue reconocido con el mismo galardón por la visión creativa y la implementación original del render Arnold utilizado en muchas de las grandes producciones de los últimos años como "Star Treck", "Hotel Transilvania" o "Guardianes de la Galaxia". Y por otro lado la empresa española El Ranchito, creadora entre muchos otros de los efectos de "Lo imposible" fue galardonada con el premio Emmy a los Mejores Efectos Visuales por el episodio "Más allá del muro" de la serie "Juego de Tronos".

## Industria
Según datos del «Libro Blanco» sobre la industria española de la animación y de los efectos visuales publicado por DIBOOS (la Federación Española de Asociaciones de Productoras de Animación) en España, el 15,23% del total de las entradas de cine en España se destinan a películas de animación y la cuota de largometrajes españoles que se proyectan en las salas de cine nacionales representó en 2016 solamente el 19,2% del total, y nunca superó el 25% en los últimos 6 años.
Por otro lado, según la guía «Who is who», publicada en 2018 por Animation from Spain, actualmente hay 250 empresas dedicadas a la producción y distribución de contenidos de animación que generan un empleo directo de 6.675 puestos de trabajo. Actualmente el volumen de negocios anual de la industria de la animación en España supera los 510 millones de euros. Sobre todo gracias a los más de 317 millones de euros facturados en el exterior que representan el 62% del volumen de negocio.
Según el mismo estudio de 2018, de media en España cada año se producen 13 series, 10 cortometrajes y 6 largometrajes de animación. De hecho sólo en el periodo 2012 – 2016 se produjeron más de 20 largometrajes, pero se espera que en los próximos 4 años (2017 – 2020) se lleguen a producir más de 50 producciones. Lo mismo ocurre con los cortometrajes de animación. Si entre el 2012 y el 2016 se produjeron más de 40 cortometrajes, entre el 2017 y el 2020 el objetivo es doblar esa cifra y superar los 80 proyectos.
Según Animation from Spain en torno al 90% de los proyectos de animación que se realizan en España son coproducciones entre varias compañías. En el 70% de los casos, concretamente, coproducciones internacionales con Europa. 

## Producciones

### Largometrajes
Cabe mencionar que desde 1945, cuando se realizó el primero, hasta 1985 únicamente se habían realizado 10 largometrajes de animación. Si bien a partir del siglo XXI comienzan a realizarse unos cinco por año.